# 半衰期

这个图表展示了含有Z个质子和N个中子的同位素的半衰期（T_{½}），单位是秒

半衰期（英語：Half-life）是指某種特定物質的浓度经过某种反应降低到剩下初始时一半所消耗的時間，半衰期是研究反应动力学的一个容易测定的重要参数，数学上可以证明，只有一级反应的半衰期是恒定的数值，且知悉一个一级反应的半衰期便可以计算出该反应的所有动力学参数，所以人们通常最关心一级反应的半衰期。常见的一级反应有：放射性核素的衰变、一级化学反应、药物在体内的吸收和代谢等。

## 半衰期的动力学
| 半衰期次数 | 剩余的量(百分比）                      |
| ---------- | -------------------------------------- |
| 0          | 100%                                   |
| 1          | 50%                                    |
| 2          | 25%                                    |
| 3          | 12.5%                                  |
| 4          | 6.25%                                  |
| 5          | 3.125%                                 |
| 6          | 1.5625%                                |
| 7          | 0.78125%                               |
| 8          | 0.390625%                              |
| 9          | 0.1953125%                             |
| 10         | 0.09765625%                            |
| 11         | 0.048828125%                           |
| 12         | 0.0244140625%                          |
| 13         | 0.01220703125%                         |
| 14         | 0.006103515625%                        |
| 15         | 0.0030517578125%                       |
| ...        | ...                                    |
| N          | {\displaystyle {\frac {100\%}{2^{N}}}} |

人们通常最关注的是一级动力学反应的半衰期，所谓一级动力学反应是指反应速率与体系中反应物含量的一次方成正比的反应。
其方程为：{\displaystyle {\frac {dN}{dt}}=-\lambda N}
其中{\displaystyle N}代表体系中反应物的量，{\displaystyle t}为时间，{\displaystyle {\frac {dN}{dt}}}便是体系发生反应的速率，{\displaystyle \lambda }是这个反应的反应速率常数。
由上述反应速率方程可以获得体系中反应物的量随时间变化的公式：{\displaystyle N_{(t)}=N_{0}e^{-\lambda t}}
其中的{\displaystyle N_{0}}是初始时刻反应物的量，{\displaystyle N_{(t)}}是t时刻反应物的量。
可以计算当{\displaystyle N_{(t)}={\frac {1}{2}}N_{0}}时
{\displaystyle {\frac {1}{2}}N_{(0)}=N_{0}e^{-\lambda t_{\frac {1}{2}}}}
则{\displaystyle {\frac {1}{2}}=e^{-\lambda t_{\frac {1}{2}}}}
所以{\displaystyle t_{\frac {1}{2}}={\frac {\ln 2}{\lambda }}},
这是一个与初始状态无关的量，这就是通常意义上的半衰期。
实际上，不只一级动力学反应有半衰期，其他动力学性质的反应也有半衰期，但是这些反应的半衰期的数值都与体系的初始状态相关，因而通常不是考查反应动力学性质的重要参数。
对于一个n级反应，半衰期的表达式为：{\displaystyle t_{\frac {1}{2}}={\frac {2^{n-1}-1}{[(n-1)\lambda N_{0}^{n-1}]}}(n\not \equiv \;1)}其中的n为反应级数。

## 不同领域的半衰期

### 物理學
在放射物理学中，放射性核素的衰变是典型的一级反应，不同的核素依其核穩定性各有特定時長的半衰期，放射性核種的半衰期範圍沒有已知的上下限，時長範圍橫跨超過55個數量級。長壽的放射性核素半衰期可达到數亿年，短的則可能仅为皮秒级。半衰期越短，代表其原子越不穩定，每顆原子發生衰變的機率也越高，放射性強度也越大。每種放射性核素發生衰变的半衰期非常穩定，很少受到环境因素的影响。
| 衰變系 | 初始母核素 | 母核之半衰期（年） | 最終的穩定子核素 | 發生衰變的次數（α, β） |
| ------ | ---------- | ------------------ | ---------------- | ---------------------- |
| 鐳     | 鈾-238     | 4.47×109           | 鉛-206           | 8, 6                   |
| 錒     | 鈾-235     | 7.04×108           | 鉛-207           | 7, 4                   |
| 釷     | 釷-232     | 1.41×1010          | 鉛-208           | 6, 3                   |

### 化學
只有符合一级动力学的化学反应才具有稳定的半衰期数据，与核衰变不同的是，化学反应的半衰期数据并非一成不变，而是会受到温度因素的影响，对于一般的反应，当温度上升时，反应速率常数会升高，半衰期会相应缩短，反之则会延长。对于一些反应，确定反应的半衰期与温度的关系，会有助于预测反应机理。
非一级动力学反应的半衰期会随着起始状态的变化而发生变化，随时检测反应体系浓度的变化可以了解半衰期与起始状态之间的联系，从而了解一个化学反应的反应级数和表观速率常数。

### 藥學
在药代动力学中，药物在体内的代谢过程按一级动力学过程进行，故而药物在体内也存在相对稳定的半衰期，称作“药物消除半衰期”或“血浆半衰期”，其具体定义是药物在生物体内浓度下降一半所需要的时间。除了血藥濃度的消除半衰期，还有以药物生理活性为判据的生物半衰期 ，即药物的生物效应下降一半所消耗的时间。这一数据受到更多因素的影响：当药物活性与血药浓度线性相关时，生物半衰期与消除半衰期直接相关；当活性浓度关系较为复杂时，生物半衰期常会显示出异常行为。
与核衰变以及化学反应的半衰期不同，药物在体内代谢的半衰期受到较多因素的影响，不仅不同药物在同一个体的消除半衰期不同，而且同一种药物对于不同个体的消除半衰期也各不相同。甚至同一药物对于同一个体，消除半衰期也会随身体状况和用药情况而发生波动，影响半衰期长短的主要因素是人体内负责代谢药物的肝药酶系统活性。准确掌握个体对特定药物的消除半衰期，可以有针对性地设计给药方案，实现个体化给药。同時存在吸收的半衰期，
除了药物代谢过程，控释制剂的释放以及一些药物的吸收过程也遵循一级反应动力学，因此这些过程的半衰期也是非常重要的药代动力学数据。

### 地球科學
放射性定年法，又稱放射性年代測定法，是利用測定被測定物中某些放射性元素與其衰變產物的比率，之後應用這种放射性元素半衰期計算年代的方法，亦被稱為絕對定年法。